# 福頭崙
福頭崙，是臺灣臺中市龍井區的一個傳統地域名稱，位於該區西南部。相較於今日行政區，其範圍大致包括龍津里西南部、福田里東南半部不含最南端。

## 歷史
台灣清治末期，福頭崙地區為一街庄，稱為「福頭崙庄」，隸屬於大肚下堡。該庄昔日北與三塊厝庄為鄰，東及東南與茄投庄為鄰，西南邊隔大肚溪與溪底庄為界，西邊為塗葛堀庄。
1901年（日明治三十四年）11月，全台廢縣廳改設二十廳，該庄隸屬於臺中廳。1903年（明治三十六年）6月，該庄編入「塗葛堀區」，仍隸屬於臺中廳。1909年（明治四十二年）10月，全台二十廳合併為十二廳，塗葛堀區隸屬不變。1920年（大正九年），全台地方制度大改正，該庄改制為「福頭崙」大字，隸屬於臺中州大甲郡龍井庄，大字下有「福頭崙」、「海埔子」小字名。
戰後龍井庄改制為龍井鄉，隸屬於臺中縣，大字亦改制為村。1950年10月，中、彰、投分治，龍井鄉隸屬不變。2010年12月，隨著臺中縣、市合併為直轄臺中市，龍井鄉改制為龍井區，村亦改制為里。

## 聚落
本地區發展較早的聚落有福頭崙、海埔仔，在日治期初期的官方地圖上已有記載。此外，本地區尚有公館子聚落。

## 交通
省道台17線（臨港路一段、西濱路二段）又稱「西部濱海公路」，是臺中市清水區甲南至屏東縣枋寮鄉水底寮的幹道，大致以北北東－南南西走向轉縱向經過本地區。由該道路向北北東可前往鴨母寮、梧棲、大槺榔、四塊厝、三塊厝的甲南並止於省道台1線路口，向南繞大彎轉東再轉南南西可前往伸港、線西、鹿港等地。
省道台61線又稱「西部濱海快速公路」，是新北市八里至臺南市安南的快速公路，大致以北北東－南南西走向經過本地區中部，並於本地區北部邊界外不遠的市道136號交會處設有龍井交流道，由此可快速前往台灣西部海岸各地。
區道中59線（中央南路）是菁埔至海埔子的道路，其南側端點位於本地區東南端田尾厝聚落西側的區道中62線路口。由此向北北東沿本地區東側邊界地帶而行，出境後可前往三塊厝（龍井區）、鴨母寮、大庄、大槺榔與社口交界地帶、秀水、四塊厝、三塊厝（清水區）的菁埔並止於省道台1線路口。
區道中62線（護岸路）是福田至竹坑的道路，大致以西北西—東南東走向繞大彎轉北北西—南南東走向經過本地區中部偏西南的大肚溪堤防下。由該道路向西北西可前往塗葛堀並止於麗水漁港，向南南東轉東南東可前往龍井（茄投）並止於舊省道台1線（沙田路四段）路口。
區道中62-1線（舊車路）是龍井至茄頭的道路，其西北側端點位於本地區東部區道中59線路口。由此向東南東出境後轉東南，可前往龍井（茄頭）南部並止於區道中62線路口。
區道中66線是麗水至龍井的道路，其西側端點位於本地區西南部忠明橋隔龍井大排水對岸彎道處。由此向東南東轉東南沿龍井大排水南岸出境後，可前往福頭崙北部、龍井（茄投）北部、龍目井並止於舊省道台1線（沙田路四段）路口。